# ライトノベル作家一覧
ライトノベル作家一覧（ライトノベルさっかいちらん）とは、ライトノベルを主として書く作家の一覧である。
Wikipedia内にリンク先が無い赤字作家含む著作情報は外部リンクの国立国会図書館での検索もご利用ください。

## 日本の作家名一覧

### あ行
- 藍敦
- 相磯巴
- 相生生音
- 哀川譲
- 逢空万太
- 英田サキ
- 愛七ひろ
- 葵東
- 葵せきな
- 青木祐子
- あおしまたかし
- 蒼山サグ
- 青山有
- 青田竜幸
- 赤川次郎
- 赤城大空
- 麻木未穂
- 赤月カケヤ
- 暁佳奈
- 明月千里
- 朱月十話
- 暁なつめ
- 暁雪
- あかつきゆきや
- 茜屋まつり
- 秋葉千景
- 赤福大和
- あかほりさとる
- 赤松中学
- 秋口ぎぐる
- 秋田禎信
- 秋津透
- 秋山瑞人
- 日日日
- 安居院晃
- 芥川なお
- 明坂つづり
- 浅井ラボ
- アサウラ
- 朝香祥
- 浅川美也
- 安里アサト
- 淺沼広太
- あざの耕平
- あさのハジメ
- 明日香々一
- あすか正太
- 梓
- 東亮太
- あずみ圭
- 麻生俊平
- アダチアタル
- 新八角
- アニッキーブラッザー
- 阿部暁子
- 阿智太郎
- アネコユサギ
- あまうい白一
- 雨川水海
- 雨木シュウスケ
- 天城ケイ
- 天酒之瓢
- 尼野ゆたか
- あまさきみりと
- 天音マサキ
- 天埜冬景
- 雨宮諒
- 雨森たきび
- 雨川恵
- 天那光汰
- 天野優志
- アマラ
- 編乃肌
- 天羽沙夜
- あやめゆう
- 新井輝
- 新井素子
- あらいりゅうじ
- 新木伸
- 新沢克海
- 有賀一善
- 有川ひろ
- 有沢まみず
- 有間カオル
- 綾崎隼
- 綾里けいし
- あわむら赤光
- 庵田定夏
- 五十嵐雄策
- 池田明季哉
- 伊佐良紫築
- 石川あまね
- 石川博品
- 石川ユウヤ
- 石原宙
- 石踏一榮
- 石山雄規
- 泉
- 伊瀬 ネキセ
- 依空まつり
- 一条由吏
- 市川丈夫
- 壱乗寺かるた
- 壱日千次
- 一之瀬六樹
- 一色銀河
- 伊東京一
- 伊東ちはや
- 伊藤ヒロ
- 糸緒思惟
- 井中だちま
- 井上堅二
- 犬甘あんず
- 入江君人
- 入間人間
- 岩井恭平
- 岩田洋季
- 岩柄イズカ
- 岩佐まもる
- いわなぎ一葉
- 岩本隆雄
- 犬村小六
- うえお久光
- 上栖綴人
- 上田志岐
- うさぎやすぽん
- 内田俊
- 内堀優一
- 内山靖二郎
- 兎月山羊
- 兎月竜之介
- 宇津田晴
- 右薙光介
- 海原育人
- 冲方丁
- 郁子匠
- 宇野朴人
- 浦根絵夢
- うれま庄司
- 嬉野秋彦
- 虚淵玄
- えぞぎんぎつね
- 越前魔太郎
- 絵戸太郎
- 榎田尤利
- 榎木洋子
- 江波光則
- 恵比須清司
- 海老名龍人
- 江本マシメサ
- 遠藤遼
- 扇智史
- 仰木日向
- 扇友太
- 大凹友数
- 大樹連司
- 大桑八代
- 大崎アイル
- 大迫純一
- 大谷久
- 大西科学
- 鳳乃一真
- 大場鳩太郎
- 大森藤ノ
- おかざき登
- 岡野麻里安
- 岡崎裕信
- 岡篠名桜
- 丘野ゆうじ
- おかゆまさき
- 岡本賢一
- 小川一水
- 小河正岳
- 小川晴央
- オキシタケヒコ
- 沖田雅
- 沖原朋美
- 荻野目悠樹
- お魚1号
- 荻原規子
- おけまる
- 小沢淳
- 小田一文
- 落合祐輔
- 越智文比古
- 乙一
- 御堂彰彦
- 乙野四方字
- 小野上明夜
- 小野不由美
- 折口良乃
- 折原みと
- オヤジギショウ

### か行
- 海冬レイジ
- 海道左近
- 海堂崇
- 海原零
- 櫂末高彰
- 加賀美真也
- 鏡貴也
- 鏡遊
- 風見周
- 蝸牛くも
- 風見潤
- 風見鶏
- 柏枝真郷
- 柏てん
- 春日みかげ
- 片山憲太郎
- 片山美保子
- かたやま和華
- 片遊佐牽太
- 硬梨菜
- 加地尚武
- 香月美夜
- 賀東招二
- 上遠野浩平
- 加納新太
- 壁井ユカコ
- 鎌池和馬
- 神岡鳥乃
- 神野オキナ
- 紙吹みつ葉
- 榎宮祐
- 仮名堂アレ
- カミツキレイニー
- 鴨志田一
- 蒲生竜哉
- 茅田砂胡
- 殻半ひよこ
- 唐辺葉介
- カルロ・ゼン
- 枯野瑛
- 川上稔
- 川口士
- 川崎ヒロユキ
- 川原礫
- 神坂一
- 神崎紫電
- 神崎リン
- 神田暁一郎
- 樹川さとみ
- 菊石まれほ
- 菊池早苗
- 城崎火也
- 木崎ちあき
- 岸本和葉
- 北沢慶
- 喜多嶋隆
- 喜多みどり
- 聴猫芝居
- 衣笠彰梧
- 公野櫻子
- 木村心一
- 木村航
- 木村百草
- 金蓮花
- 久追遥希
- 陸凡鳥
- 日下弘文
- 久住四季
- くまなの
- 久美沙織
- 倉田英之
- 倉本由布
- 栗原ちひろ
- 黒川陽継
- 黒田洋介
- 桑島由一
- 桑原水菜
- 珪素
- 慶野由志
- コウ
- 甲田学人
- 紅玉いづき
- 上月司
- 豪屋大介
- 五代ゆう
- 近村英一
- 虎走かける
- 小林湖底
- 小林深雪
- 小林めぐみ
- 駒崎優
- 小松遊木
- 小松由加子
- 今野緒雪

### さ行
- 雑賀礼史
- 斉藤真也
- 賽目和七
- 佐伯さん
- 佐伯庸介
- 冴木忍
- 三枝零一
- 逆井卓馬
- 榊一郎
- 榊原モンショー
- さがら総
- 左京潤
- 昨坂まこと
- 桜こう
- 櫻井牧
- 桜坂洋
- 桜庭一樹
- 佐崎一路
- 細音啓
- 佐々原史緒
- 笹本祐一
- 定金伸治
- 佐藤ケイ
- 佐島勤
- サトウとシオ
- 佐藤真登
- 佐藤了
- 三田誠
- 椎名蓮月
- 椎野美由貴
- J・さいろー
- 志木謙介
- 時雨沢恵一
- 至道流星
- しなな泰之
- 篠崎砂美
- 東雲立風
- 柴村仁
- 清水文化
- 清水マリコ
- 志瑞祐
- 志村一矢
- しめさば
- 霜越かほる
- 霜島ケイ
- 秋
- 庄司卓
- 十文字青
- 白石定規
- 白米良
- しらせはる
- 白鳥士郎
- 白城海
- 師走トオル
- 新城カズマ
- 新保静波
- すえばしけん
- 周防ツカサ
- 須賀しのぶ
- 菅沼理恵
- 杉井光
- 杉原智則
- スクイッド
- 須崎正太郎
- 鈴木鈴
- 鈴木大輔
- スズキヒサシ
- 鈴本紅
- 周藤蓮
- 砂義出雲
- 青春詭弁
- 清涼院流水
- 清家未森
- 瀬尾つかさ
- 瀬川貴次
- 瀬戸メグル
- 戦記暗転
- 仙波ユウスケ
- 宗田理
- 空山トキ

### た行
- 田尾典丈
- 高瀬美恵
- 高瀬ユウヤ
- 高遠砂夜
- 高田由紀子
- 高殿円
- 貴子潤一郎
- 鷹野祐希
- 高橋ななを
- 高橋弥七郎
- 喬林知
- 高畑京一郎
- 鷹見一幸
- 高峰翔
- 瀧川武司
- 滝川羊
- 瀧津孝
- 田口仙年堂
- 田口一
- 竹井10日
- 武内昌美
- 竹岡葉月
- 竹河聖
- 丈月城
- 竹町
- 竹宮ゆゆこ
- 橘公司
- 伊達将範
- 田代裕彦
- 田中哲弥
- 田中芳樹
- 田中ロミオ
- 谷川流
- 田村登正
- 千田誠行
- 中文字
- 月見草平
- 月夜涙
- ツカサ
- 築地俊彦
- つちせ八十八
- 筒井康隆
- 長考師
- 手島史詞
- 手代木正太郎
- てにをは
- 寺田とものり
- 天堂里砂
- 橙乃ままれ
- 遠見塚わたる
- 十目一八
- 時無ゆたか
- 年見悟
- とみなが貴和
- 友野詳
- 土橋真二郎
- 豊田巧
- 虎虎
- 鳥居なごむ

### な行
- 中里十
- 中里融司
- 長田信織
- 長月達平
- 中村うさぎ
- 中村恵里加
- 中村九郎
- 中村颯希
- 仲村つばき
- 流星香
- ながワサビ64
- 夏海公司
- 夏緑
- 七飯宏隆
- 七海花音
- 七烏未奏
- 七月隆文（今田隆文）
- なみあと
- 成田良悟
- 南房秀久
- 二月公
- 二語十
- 西尾維新
- 西野かつみ
- 新田一実
- 二丸修一
- 猫田しゅばる
- 猫之宮折紙
- 猫又ぬこ
- 年中麦茶太郎
- 野﨑まど
- 野島けんじ
- 野尻抱介
- 望公太
- 野梨原花南
- 延野正行
- 野村美月

### は行
- 橋本紡
- 長谷川勝己
- ハセガワケイスケ
- 長谷川菜穂子
- 長谷川昌史
- はせがわみやび
- 支倉凍砂
- 榛名しおり
- 秦野宗一郎
- 八目迷
- 初枝れんげ
- 花井愛子
- 花果唯
- 花田十輝
- 花間燈
- 葉村哲
- 林星悟
- 林トモアキ
- 葉山透
- 番棚葵
- 柊晴空
- 柊★たくみ
- 東出祐一郎
- ひかわ玲子
- 比嘉智康
- 日暮茶坊
- 秀章
- 日之影ソラ
- 響野夏菜
- ひびき遊
- 日昌晶
- 氷室冴子
- 日向章一郎
- 日向夏
- 平坂読
- 昼熊
- 裕夢
- 深沢美潮
- 深見真
- 伏見つかさ
- 深見真
- 藤咲あゆな
- 藤原たすく
- 藤本ひとみ
- 藤原祐
- 伏瀬
- FUNA
- 古橋秀之
- 冬月いのり
- 冬原パトラ
- 塀流通留
- ベニー松山
- 星野亮
- ポモドーロ
- 本沢みなみ
- 本田透

### ま行
- 真朝ユヅキ
- 舞阪洸
- 前田珠子
- 正本ノン
- 松井千尋
- 松下寿治
- 松智洋
- 松野秋鳴
- 松村涼哉
- 松山剛
- 丸戸史明
- 丸山くがね
- 丸山英人
- 円山夢久
- 三秋縋
- 三浦勇雄
- 三浦徹也
- 御影瑛路
- 三門鉄狼
- 三上延
- 三上康明
- みかみてれん
- 三河ごーすと
- 三木なずな
- 三雲岳斗
- 岬鷺宮
- ミサキナギ
- 海空りく
- 水市恵
- 水落晴美
- 水沢夢
- 水城正太郎
- 瑞智士記
- 水野良
- 水杜明珠
- 瑞山いつき
- 溝口智子
- 皆川ゆか
- 水瀬葉月
- 南野雪花
- mino
- 三屋咲ゆう
- 宮田俊哉
- 深山くのえ
- 深山森
- 宮元戦車
- 海羽超史郎
- 霧海正悟
- 向清太朗
- 六甲月千春
- 六塚光
- むらさきゆきや
- 村田栞
- 本岡冬成
- 森田季節
- 森日向
- 諸星悠

### や行
- 屋久ユウキ
- 矢崎存美
- 安井健太郎
- 安田均
- 柳内たくみ
- やのゆい
- 山浦弘靖
- 山形石雄
- 山川進
- 山口悟
- 山田航
- 山田有
- 山本弘
- 八街歩
- ヤマグチノボル
- 山門敬弘
- 大和真也
- 結城光流
- ゆうきりん
- ユウシャ・アイウエオン
- 裕時悠示
- 夕蜜柑
- 雪乃紗衣
- 柚木空
- 弓弦イズル
- 羊思尚生
- 夜桜ユノ
- 吉岡剛
- 吉岡平
- 吉田直
- 吉田親司
- 吉村夜
- 米村貴裕
- 萬屋直人

### ら行
- 来楽零
- 駱駝
- 理不尽な孫の手
- ろくごまるに
- 六道慧
- 流庵

### わ行
- Y.A
- 若木未生
- 若桜拓海
- 若林真紀
- わかつきひかる
- 和ヶ原聡司
- 渡瀬草一郎
- 渡航

## 日本国外の作家名一覧
韓国
- イム・ダリョン（林達永）
- カン・ミョンウン
- チェ・ジイン
- パン・ジェウォン
- ペコ（白虎）

台湾
- 久遠（くおん）
- 小山羊（しょうさんよう、シャオシャンヤン）
- 風聆（ふうれい、フォンリン）